# Didier Castino
Didier Castino (né le 16 octobre 1966 à Marseille) est un écrivain français et professeur de lettres. Il est révélé par son premier roman Après le silence, publié en 2015.

## Biographie
Après des études de lettres à Aix-en-Provence, Didier Castino s'engage dans l'enseignement en tant que professeur de lettres modernes. Dans son parcours professionnel, il intervient également en milieu carcéral pour assurer des cours et animer des ateliers d'écriture. Par la suite, il vit et travaille à Marseille dans un lycée de centre-ville. Il est l'auteur de plusieurs romans où se mêlent l’intime et le politique. Aux éditions Liana Levi, il publie en 2015 Après le silence, qui reçoit plusieurs prix dont le prix du « premier roman » et le prix Eugène Dabit,,,. En 2017, paraît, chez le même éditeur, Rue Monsieur le Prince qui retrace les dernières heures de Malik Oussekine,. Il est également l'auteur de Quand la ville tombe paru aux Avrils en 2021,.
Dans Boxer comme Gratien (Les Avrils), il parle d'un personnage réel, cinq fois champion de France et double champion d'Europe de boxe. Fausse enquête littéraire, biographie romancée, le livre fait pénétrer dans l'inframonde du sport et propose une variation sur la construction d'une légende,,,.
Didier Castino a également participé à plusieurs projets et ouvrages collectifs.

## Œuvres

### Romans
- Après le silence (Éditions Liana Levi, 2015)[1],[2];
- Rue Monsieur‑le‑Prince (Éditions Liana Levi, 2017)[13];
- Quand la ville tombe (Les Avrils, 2021)[9],[10];
- Boxer comme Gratien (Les Avrils, 2023)[3],[4],[11];
- L’Application des peines (Les Avrils, 2025)[14].

### Ouvrages collectifs
- Ford Blanquefort même pas mort ! (Libertalia, 2018), collectif, sous la direction de Philippe Poutou et de Béatrice Walylo[15];
- Au bord de l’étang (Arcane 17, 2020), collectif sous la direction de Pierre Dharréville[16];
- Des nouvelles de la mer (Charleston, 2025), collectif sous la direction de Capucine Ruat[17].

### Poche
- Après le silence (Piccolo, Liana Levi, 2016) — Prix Lire en Poche Gradignan 2017 - littérature française.

## Prix et distinctions
- Prix du Premier roman (2015)[1];
- Prix Eugène Dabit (2015)[2];
- Prix Lire en Poche Gradignan - litterature française (2017);
- Prix SportiLivre (2024)[3];
- Sélection Prix Jules Rimet (2024)[4].